# Bernd Steinbach
Bernd Steinbach (* 5. März 1952 in Chemnitz) ist ein deutscher Informatiker und emeritierter Professor für Softwaretechnologie und Programmierungstechnik sowie Autor.

## Leben
Nach dem Abitur mit Facharbeiterabschluss als Elektromonteur 1971, studierte Bernd Steinbach von 1973 bis 1977 Informationstechnik an der TH Karl-Marx-Stadt. Dort arbeitete er anschließend als Assistent an der Sektion Informationstechnik. 1981 schloss er die Promotion zum Dr.-Ing. und 1984 zum Dr. sc. techn. ab.
Von 1983 bis 1985 arbeitete Steinbach als Forschungsingenieur bei Robotron Karl-Marx-Stadt. Im Anschluss daran war er bis 1992 Dozent für Entwurfsautomatisierung an der TU Chemnitz. 1992 wurde er zum Professor für Informatik, Softwaretechnologie und Programmierungstechnik an die TU Bergakademie Freiberg berufen.
Die Schwerpunkte seiner Arbeit liegen auf den Gebieten Hochdimensionale Boolesche Probleme, logische Funktionen und Gleichungen, Boolescher Differentialkalkül und Schaltungsentwurf sowie dem Entwurf und Test objektorientierter Software. Von 1994 bis 2016 leitet er den alle zwei Jahre stattfindenden International Workshop on Boolean Problems.

## Veröffentlichungen (Auswahl)
- mit Dieter Bochmann: Logikentwurf mit XBOOLE. Algorithmen und Programme. Verlag Technik, Berlin. 1. Auflage. 1991, ISBN 3-341-01006-8. (303 Seiten + 5.25"-Diskette)
- mit Christian Posthoff: Logic Functions and Equations. Binary Models for Computer Science. Springer, Dordrecht. 1. Auflage. 2004-02-04. ISBN 1-4020-2937-3. (392 Seiten)
- mit Christian Posthoff: Logic Functions and Equations. Examples and Exercises. Springer Science + Business Media B. V., Dordrecht. 1. Auflage. 2009-02-12. ISBN 978-1-4020-9594-8. (232 Seiten)
- mit Christian Posthoff: Boolean Differential Equations. Synthesis Lectures on Digital Circuits and Systems. Morgan & Claypool Publishers, San Rafael, California, USA. Vol. 8, Nr. 3, #42, 1. Auflage. 2013-07-01. ISBN 978-1-62705-241-2. (158 Seiten)
- mit Christian Posthoff: Boolean Differential Calculus. Synthesis Lectures on Digital Circuits and Systems. Morgan & Claypool Publishers, San Rafael, California, USA. Vol. 12, Nr. 1, #52, 1. Auflage. 2017-06-07. ISBN 978-1-62705-922-0. doi:10.2200/S00766ED1V01Y201704DCS052. (216 Seiten)
- mit Christian Posthoff: EAGLE-Starthilfe: Technische Informatik – Logische Funktionen – Boolesche Modelle. Edition am Gutenbergplatz, Leipzig. 1. Auflage. 2014. EAGLE 077. ISBN 978-3-937219-77-6.
- mit Christian Posthoff: EAGLE-Starthilfe: Effiziente Berechnungen mit XBOOLE: Boolesche Gleichungen - Mengen und Graphen - Digitale Schaltungen. Edition am Gutenbergplatz, Leipzig. 1. Auflage. 2015. EAGLE 081. ISBN 978-3-95922-081-1.
- als Herausgeber: Recent Progress in the Boolean Domain. Cambridge Scholars Publishing, Newcastle upon Tyne, UK. 1. Auflage. 2014-04-01 (2013-09-25), ISBN 978-1-4438-5638-6. (455 Seiten)
- als Herausgeber: Problems and New Solutions in the Boolean Domain. Cambridge Scholars Publishing, Newcastle upon Tyne, UK. 2016-05-01. 1. Auflage. ISBN 978-1-4438-8947-6. (480 Seiten)
- als Herausgeber: Further Improvements in the Boolean Domain. Cambridge Scholars Publishing, Newcastle upon Tyne, UK. 2018-01-01. 1. Auflage. ISBN 978-1-5275-0371-7. (536 Seiten)